# دير إبزيع
دير إبزيع هي قرية فلسطينية تقع ضمن محافظة رام الله والبيرة في الضفة الغربية. وقعت تحت الاحتلال الإسرائيلي في حرب 1967.

## التاريخ

### العهد العثماني
تبعت دير إبزيع إلى الدولة العثمانية في عام 1517 مع كل فلسطين، وكانت تتبع ولاية شرق بيروت في الشام. في عام 1596 ظهر لأول مرة اسم دير إبزيع في سجلات الضرائب العثمانية وكان يسكنها 25 أسرة، وكانت إدارياً تتبع ناحية جبل القدس ضمن قضاء القدس، حيث دفعوا معدل ثابت للضريبة بنسبة 33,3٪ على المنتجات الزراعية المختلفة، مثل القمح، والشعير، والمحاصيل الصيفية، والزيتون، والماعز، وخلايا النحل بما مقداره 3290 آقجة. تم العثور على آثار تعود للعهد العثماني في القرية.
في عام 1838 زار الباحث الأمريكي إدوارد روبنسون القرية وذكر أنها «قرية مسلمة ضمن منطقة بني حارث، شمال القدس».
في أواخر العهد العثماني، في عام 1870، وصل المستكشف الفرنسي فيكتور جويرين إلى دير إبزيع، ووصفها بأنها:«تقع على قمة يصعب الوصول إليها وتحتوي على أربعمائة ساكن، جميعهم من المسلمين؛ بعض المنازل كبيرة ومبنية بشكل جيد إلى حد ما. (دار الضيافة) مبنية من الحجر المنحوت الذي يحمل حطام وردة مستديرة.» يتوافق تقدير فيكتور مع قائمة إحصاء رسمي عثماني في نفس العام، والتي ذكرت أن في القرية 51 منزلًا يقطنها حوالي 239 رجلًا..عام 1882، أجرى صندوق استكشاف فلسطين الغربية مسحاً للقرية ووصفها بأنها «قرية متوسطة الحجم على سلسلة من التلال، مع وجود بئر إلى الغرب منها، وهي محاطة بالزيتون.»
في عام 1896، قدر عدد سكان القرية بحوالي 279 شخصاً.

### الانتداب البريطاني
في عام 1917، وقعت دير إبزيع بيد الجيش البريطاني، ودخلت القرية مع باقي فلسطين مظلة الانتداب البريطاني على فلسطين عام 1920 حتى وقوع النكبة عام 1948.
أجرت سلطات الانتداب البريطاني تعدادا عاما للسكان عام 1922، وقد بلغ عدد السكان حوالي 262 نسمة جميعهم مسلمون، ثم ازداد عددهم حتى وصل إلى 360 نسمة يسكنون في 90 منزلًا وجميعهم مسلمين في تعداد عام 1931.
في إحصائيات عام 1945، بلغ عدد سكان دير إبزيع نحو 410 نسمة، وكانت مساحة القرية حوالي 14,285 دونم، وفقًا لمسح رسمي للأراضي والسكان. كان من هذه المساحة، 6,418 دونمًا عبارة عن مزارع وأراضي قابلة للري، و 2,670 دونمًا مخصصة للحبوب، في حين أن 51 دونمًا كانت أرض مبنية.

### الإدارة الأردنية
بعد هدنة 1949، وفي أوائل خمسينيات القرن العشرين أتبعت دير إبزيع للحكم الأردني بين حربي 1948 و1967، وكان عدد سكانها آنذاك حوالي 542 نسمة عام 1961.

### النكسة
وقعت القرية تحت الاحتلال الإسرائيلي بعد حرب 1967. بلغ عدد السكان في تعداد عام 1967 الذي أجرته السلطات الإسرائيلية حوالي 536 نسمة.

### السلطة الفلسطينية
بعد تأسيس السلطة الفلسطينية، عُرف 27% من أراضي القرية بالمنطقة ب، بينما المساحة المُتبقية عُرفت بأنها المنطقة ج.

## الجغرافيا
تقع قرية دير إبزيع على بعد 7.7 كيلومتر أفقيًا غرب مدينة رام الله. يحدها عين عريك من الجنوب والشرق، وعين قينيا من الشرق والشمال، والجانية من الشمال، وكفر نعمة وصفا من الغرب، وبيت عور التحتا، وبيت عور الفوقا وبيتونيا من الجنوب.

## السكان
دخلت فلسطين وفود كبيرة عبر العصور من تجار وغيرهم؛ وذلك لموقعها الهام كنقطة وصل بين القارات، ومركز للحضارات والأديان.
| السنة      | (1896) | (1922) | (1931) | (1945) | (1961) | (1967) | (1997) | (2007) | (2017) |
| ---------- | ------ | ------ | ------ | ------ | ------ | ------ | ------ | ------ | ------ |
| عدد السكان | 279    | 262    | 360    | 410    | 542    | 536    | 1,468  | 2,041  | 2,590  |

## الاستيطان
صادرت السلطات الإسرائيلية حوالي 22 دونمًا من أراضي القرية لصالح إنشاء مستوطنة دولف الإسرائيلية، بالإضافة إلى مصادرة أراضي لصالح شق طرق التفافية.

## وصلات خارجية
- موقع دير إبزيع نسخة محفوظة 27 أغسطس 2017 على موقع واي باك مشين.
- صفحة قرية دير إبزيع في موقع "فلسطين في الذاكرة"
- ملف قرية دير إبزيع، معهد الأبحاث التطبيقية - القدس
- صورة جوية للقرية